# Кирилловский гай
«Кирилловский гай» (укр. «Кирилівський гай») — Парк-памятник садово-паркового искусства местного значения, расположенный на территории Подольского района Киевского горсовета (Украина). Площадь — 34,5 га.

## История
На территории парка ранее было Кирилловское кладбище.

## Описание
Территория парка ограничена застройкой улиц Герцена, Пугачёва, Врублёвский спуск, Кирилловская (Фрунзе). На западе примыкает парк Бабий яр.
Как добраться Транспортː от ст. м. Лукьяновскаяː ост. ул. Кирилловская (Фрунзе) трол. 6, 18, марш. такси № 181, 159, 217, 598 (также от ст. м. Петровка), 586. Ближайшая станция метроː   Дорогожичи.

## Природа
Является уцелевшим природным ландшафтом с широколиственным лесом в верховье Кирилловского ручья. Доминирующие породы деревьевː липа, дуб, берёза, осина, вяз. Встречаются дубы возрастом около 200 лет. Подлесок образуют лещина, бересклет бородавчатый и европейский. В травянистом покрове сохранился реликтовый хвощ большой.